# Chikkapadmaghatta, Mulbagal
Chikkapadmaghatta là một làng thuộc tehsil Mulbagal, huyện Kolar, bang Karnataka, Ấn Độ.